# Sierras de Risco Viejo
Sierras de Risco Viejo este o arie protejată (arie specială de conservare — SAC, sit de importanță comunitară — SCI) din Spania întinsă pe o suprafață de 11.951,6 ha, integral pe uscat.

## Localizare
Centrul sitului Sierras de Risco Viejo este situat la coordonatele 40°14′25″N 6°19′20″W / 40.2403°N 6.3222°V.

## Înființare
Situl Sierras de Risco Viejo a fost declarat sit de importanță comunitară în aprilie 1999 pentru a proteja 9 specii de animale. Situl a fost protejat și ca arie specială de conservare în mai 2015.

## Biodiversitate
Situată în ecoregiunea mediteraneană, aria protejată conține 13 habitate naturale: Pajiști uscate europene, Pante stâncoase silicioase cu vegetație casmofită, Păduri aluvionare cu Alnus glutinosa și Fraxinus excelsior (Alno-Padion, Alnion incanae, Salicion albae), Păduri de stejar galițio-portugheze cu Quercus robur și Quercus pyrenaica, Galerii și tufărișuri riverane sudice (Nerio-Tamaricetea și Securinegion tinctoriae), Păduri de Castanea sativa, Iazuri temporare mediteraneene, Păduri de Quercus ilex și Quercus rotundifolia, Grohotișuri termofile și vest-mediteraneene, Dehesas cu Quercus spp. perene, Pseudostepă cu ierburi și specii anuale de Thero-Brachypodietea, Lande oro-mediteraneene cu formațiuni endemice de grozamă, Păduri de Quercus suber.
La baza desemnării sitului se află mai multe specii protejate:
- păsări (4): Galerida theklae, pitulice de munte (Phylloscopus collybita), Phylloscopus ibericus, silvie de tufiș (Sylvia undata)
- amfibieni (1): Discoglossus galganoi
- mamifere (2): râs iberic (Lynx pardinus), liliac cu urechi mari (Myotis bechsteinii)
- nevertebrate (1): fluturele auriu (Euphydryas aurinia)
- reptile (1): Mauremys leprosa

Pe lângă speciile protejate, pe teritoriul sitului au mai fost identificate 3 specii de plante, 1 specie de amfibieni, 4 specii de mamifere, 3 specii de reptile.